# Episodi di Noi, i ragazzi dello zoo di Berlino
La prima stagione della serie televisiva Noi, i ragazzi dello zoo di Berlino, composta da 8 episodi, è stata pubblicata da Prime Video nei paesi in cui il servizio è disponibile il 19 febbraio 2021.
| n° | Titolo originale     | Titolo italiano        | Pubblicazione Germania | Pubblicazione Italia |
| -- | -------------------- | ---------------------- | ---------------------- | -------------------- |
| 1  | Welpen               | Cuccioli               | 19 febbraio 2021       | 19 febbraio 2021     |
| 2  | Weihnachten          | Natale                 | 19 febbraio 2021       | 19 febbraio 2021     |
| 3  | Bowie                | Bowie                  | 19 febbraio 2021       | 19 febbraio 2021     |
| 4  | Briefe               | Lettere                | 19 febbraio 2021       | 19 febbraio 2021     |
| 5  | 4000 im Monat        | 4000 al mese           | 19 febbraio 2021       | 19 febbraio 2021     |
| 6  | Der letzte Druck     | Un'ultima dose         | 19 febbraio 2021       | 19 febbraio 2021     |
| 7  | Wenn die Nacht kommt | Quando arriva la notte | 19 febbraio 2021       | 19 febbraio 2021     |
| 8  | Dämmerung            | Alba                   | 19 febbraio 2021       | 19 febbraio 2021     |